# レイバーネット
レイバーネット（英: Labornet）は、インターネット上の労働運動に関する機関誌。イギリス、アメリカ、カナダ、オーストラリア、インド、韓国、ドイツ、オーストリア、ラテンアメリカ諸国、日本などに存在している。

## レイバーネット日本
2001年2月に安田浩一や伊藤彰信（全港湾）らが設立した団体である。国内外の労働運動を紹介して、ネットワークを作ることを目的としている。設立総会は2001年2月10日に開催された。初代事務局長は松原明。立憲民主党所属の渡辺照子は運営委員。

### シンポジウム
2023年2月9日から「新しい戦前にさせない」連続シンポジウムを開催している。

### 友好団体
- 全日本建設運輸連帯労働組合
- 全日本港湾労働組合
- 反貧困ネットワーク
- 戦争させない・9条壊すな!総がかり行動実行委員会
- たんぽぽ舎
- 経産省前テントひろば

### 不祥事
レイバーネットTVはパソコン遠隔操作事件について、2014年5月14日に被疑者の男性のインタビュー動画を配信した。動画で無実を主張していた男性は、同月19日に自身が犯人であると明かした。その後、レイバーネットTVは真犯人を擁護したとみなされた件について「えん罪の可能性があると動画で好意的に取り上げて言い分を紹介したので、そう捉えられても当然だと思っています」とコメントした。